# 長谷川清
長谷川 清（はせがわ きよし、1883年〈明治16年〉5月7日 - 1970年〈昭和45年〉9月2日）は、日本の海軍軍人。最終階級は正三位勲一等功一級海軍大将。18代目台湾総督。福井県足羽郡社村（現・福井市）出身。

## 略歴

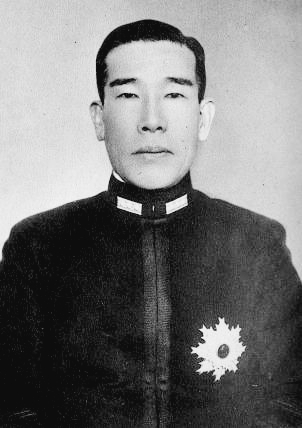
長谷川清

医師・長谷川次仲の次男。海軍を志したのは福井中学校4年在学中のこと で、退学し正則英語学校に転校。この年海軍兵学校第31期に入校した。席次は入校時196名中7番、卒業時は173名中6番。福井中学以来の同級生に津田静枝海軍中将と東林岩次郎海軍少将がいる。両者とも長谷川が中国方面で活躍する前に既に第一線から引退していたが、津田は海軍士官としては珍しく中国在勤が長く、少将時代以降は第2遣外艦隊や駐満海軍部など駐留部隊の司令官を歴任した。東林は砲術学校教頭や横須賀海兵団長など陸戦指導の第一人者であった。長谷川が海軍兵学校を卒業したのは日露戦争勃発間近だったために、練習艦隊による近遠洋航海実習を経験していない。また日露戦争後に改めて実施された近遠洋航海にも参加していない。
日露戦争開戦時は戦艦「八島」に乗艦したが、旅順沖接雷事故で沈没した後は戦艦「三笠」乗組となる。日本海海戦においてバルチック艦隊と接触した直後の情景を描いた東城鉦太郎画伯による『三笠艦橋の図』で、東郷平八郎海軍大将の背後に描かれた測距儀の上から軍帽だけ見えているのが長谷川である。
長谷川は水雷学校高等科を修了し、同校教官などを務めた水雷専攻の士官であった。海軍大学校を卒業後、第一次世界大戦に参戦。第二艦隊参謀として青島の戦いに参戦した。
大正6年から15年まで途中1年間帰国した以外は、米国での出張在勤が続く。この間アメリカの対日感情は漸次悪化しつつあり、黄禍論も高まりを見せた。海軍武官府では盗聴を危惧する声も存在したが、長谷川は海軍駐在武官府庁舎内での日本語使用を一切禁じ、英語のみで会話するよう海軍スタッフに命じ、自ら何ら後ろ暗さが無いことを表明した。ちなみに、長谷川の後任として海軍駐米武官となったのが山本五十六であり、任務引継ぎを機に山本と親交を深めることになり、対米重視の立場を鮮明化させた。
帰国後は艦長・戦隊司令官を歴任するが、この頃に連合艦隊司令長官だったのが同郷の先輩である加藤寛治である。長谷川と加藤では思想が大きく異なっていたが、それなりの礼節を保った。このように長谷川は思想信条を問わずあらゆる人々を許容したが、特に海軍兵学校と海軍大学校甲種課程が同期の寺島健中将とは「どっちが先に死んでも残った方が葬儀委員長をして送り出してやる」と誓うほど深い友情を交わしていた。長谷川は昭和45年、寺島は昭和47年死去であり、寺島は盟約を守り葬儀委員長を務める。
大陸駐留の第3艦隊司令長官に就任した際には、真っ先に中国陸海軍の首脳陣と会談している。中国将官の多くが長谷川の礼節ある態度に感服し、日中戦争で対戦した提督であるにもかかわらず、長谷川を責める者は少なかった。日中戦争勃発初期の第二次上海事変では海軍機がアメリカ砲艦「パナイ」を誤爆して撃沈し、陸軍がイギリス砲艦「レディバード」を砲撃する事件が発生した。これは東京裁判でも戦犯の訴追原因となった重大事件であるが、長谷川は事態を知るや早速米英両国の駐在機関に遺憾の意と謝罪を伝えている。支那方面艦隊司令長官として日中戦争の戦争責任を問うために、連合国軍総司令部 (GHQ)は長谷川を逮捕したが、この時の対応に感服した連合国側は長谷川を無罪と判断して釈放した。しかし長谷川が戦争回避に徹した訳ではない。盧溝橋事件が勃発すると、即時に支那派遣軍首脳と会談し、勃発から僅か2日間で陸海軍の航空隊運用の役割分担を決定し、実行に移している。第二次上海事変における渡洋爆撃は世界初の試みであるが、長谷川の即断がなければ実施が遅れていたことは必至である。
1940年（昭和15年）に台湾総督に赴任した際、慣例では予備役に編入される予定だったが、南進策に取り組もうとしている海軍としては現役大将が望ましいと考え、長谷川は現役で総督となった。この時に現役総督を主張したのが指導力のなさで知られる及川古志郎海軍大臣だったという。及川が長谷川の現役に固執したのは、南進策の重要性もさることながら、海軍兵学校同期の長谷川を現役に留めたい意向を有していたとの推測がある。台湾総督となった長谷川は、着任式後の歓迎レセプションで上機嫌になり、給仕の少女を抱き上げて膝の上に座らせ、歓迎に対する謝辞を述べた。現代の感覚から見れば明らかなセクハラで、当時でも取材班がドン引きするほど開けっぴろげな振る舞いであった。長谷川は仲間内での宴会でも「愛人でも作って小洒落た小料理屋でもやらせて飲んだくれて暮らせたら最高だ」と本心を吐露し周囲を唖然とさせたこともある。もっとも、横須賀の花柳界では人気があったが家庭生活は円満であった。
台湾では皇民化運動強化をはじめ初等普通教育義務化や台北帝国大学予科設置など、教育普及に熱心に取り組み効果を上げた。
1944年（昭和19年）12月30日、台湾総督を辞任して軍事参事官へ転出。後任の総督には台湾の軍司令官であった陸軍大将の安藤利吉が兼務する形で就任した。
鈴木貫太郎内閣組閣の際に、井上成美海軍次官とともに長谷川も大臣有力候補の一人に擬せられたが、井上や高木惣吉などが米内光政の続投を工作し、長谷川自身も「どうして米内さんじゃいけないんだ」と米内続投を支持したために大臣就任はなかった。1945年（昭和20年）2月、軍事参議官の長谷川は海軍特命戦力査閲使に任命され火薬廠・鎮守府・水中水上特攻関係を査察し、同年6月12日に海軍戦備は士気は高いが物資不足で不備であることを天皇に報告した。海軍省廃官最終日まで現役だった。
戦後はA級戦犯容疑で約2ヶ月間、巣鴨刑務所に収監された。
1970年（昭和45年）9月2日、脳内出血のため東京都目黒区の自宅にて死去。告別式は同年9月9日、青山葬儀所で行われた。
孫は映画監督・脚本家の実相寺昭雄。実相寺は著書「怪獣な日々」（ちくま文庫）の中で、「（祖父が死んだのは）わたしが作った最初の長篇劇映画『無常』を見た後だったから、祖父には刺激が強すぎたのかもしれない」と語っている。

## 人物像
温厚で懐が深く、度量が広い人物だったと伝えられている。決断が早く思い立ったら即実行がモットーであったが、一方では対話を重視し、敵であろうと徹底的に会話を持ち、頭を下げて相手の面子を立てることも辞さなかったという。対英米協調条約派と対英米強硬艦隊派との対立が相次ぎ、外に対してはイギリス、中国、アメリカとの関係が漸次悪化した時期に活躍したにも拘らず、長谷川に対する誹謗中傷がほとんど聞かれないことからも、人望の篤さが窺える。
井上成美は歴代ほとんどの海軍大将を無為無策の無能者呼ばわりの3等扱をして酷評したことで知られているが、長谷川に対して一定評価をして2等大将扱だった。

## 年譜
- 1883年（明治16年）4月14日 - 福井県足羽郡社村（現在の福井市）に生れる
- 1896年（明治29年）4月1日 - 福井県立福井中学校入学
- 1899年（明治32年）12月10日 - 福井県立福井中学校4年次中途退学
- 1900年（明治33年）12月17日 - 海軍兵学校入校
- 1903年（明治36年）12月14日 - 海軍兵学校卒業 ・海軍少尉候補生・2等巡洋艦「松島」乗組
- 1904年（明治37年）
  - 1月4日 - 戦艦「八島」乗組
  - 5月23日 - 戦艦「三笠」乗組
  - 8月10日 - 黄海海戦で公務軽傷
  - 9月10日 - 任 海軍少尉
- 1905年（明治38年）
  - 8月5日 - 任 海軍中尉
  - 9月11日 - 戦艦「三笠」爆沈により公務重傷入院
  - 9月23日 - 佐世保鎮守府附
  - 11月21日 - 2等巡洋艦「厳島」航海士 海軍少尉候補生指導官附
- 1906年（明治39年）
  - 2月15日 - 練習艦隊遠洋航海出発 方面巡航 
  - 8月25日 - 帰着
  - 8月28日 - 佐世保鎮守府附
  - 8月30日 - 戦艦「三笠」乗組
- 1907年（明治40年）
  - 2月23日 - 3等駆逐艦「白妙」乗組
  - 9月28日 - 第10駆逐艇隊長心得
- 1908年（明治41年）9月25日 - 任 海軍大尉・第10駆逐艇隊長
- 1909年（明治42年）
  - 5月25日 - 海軍大学校乙種学生
  - 11月24日 - 海軍水雷学校高等科第4期学生
- 1910年（明治43年）
  - 5月23日 - 海軍水雷学校高等科修了
  - 5月25日 - 装甲巡洋艦「浅間」分隊長
  - 6月24日 - 2等巡洋艦「笠置」分隊長 海軍少尉候補生指導官 
  - 10月16日 - 練習艦隊遠洋航海出発 ホノルル〜サンフランシスコ〜サンピドロ〜マンサニーリョ〜アカプルコ〜パナマ〜アカプルコ～ホノルル方面巡航
- 1911年（明治44年）
  - 3月6日 - 帰着
  - 3月11日 - 第二艦隊参謀
  - 12月1日 - 海軍水雷学校教官兼分隊長
- 1912年（明治45年）
  - 5月22日 - 兼 海軍工機学校教官
  - 12月1日 - 海軍大学校甲種第12期学生
- 1913年（大正2年）12月1日 - 任 海軍少佐
- 1914年（大正3年）
  - 5月27日 - 海軍大学校甲種卒業 卒業時成績順位16名中第2位
  - 5月28日 - 3等駆逐艦「三日月」駆逐艦長
  - 8月24日 - 第二艦隊参謀
  - 12月1日 - 兼 第2艦隊司令長官副官
- 1915年（大正4年）
  - 2月1日 - 海軍省出仕
  - 2月5日 - 海軍省人事局員
- 1916年（大正5年）4月1日 - 海軍省次席副官 兼海軍大臣加藤友三郎海軍大将秘書官
- 1917年（大正6年）12月1日 - 在アメリカ日本大使館附海軍駐在武官補佐官補
- 1918年（大正7年）12月1日 - 任 海軍中佐
- 1919年（大正8年）3月20日 - 在アメリカ日本大使館附海軍駐在武官補佐官
- 1920年（大正9年）
  - 4月1日 - 帰朝
  - 6月3日- 第1水雷戦隊参謀
  - 11月15日- 海軍省出仕
  - 12月1日- 海軍省人事局員
- 1922年（大正11年）12月1日- 任 海軍大佐・海軍省人事局第1課長
- 1923年（大正12年）
  - 11月1日- 海軍省軍令部出仕
  - 11月10日- 駐アメリカ日本大使館附海軍駐在武官
- 1925年（大正14年）12月11日 - 命帰朝
- 1926年（大正15年）
  - 4月15日 - 帰着
  - 5月1日 - 1等海防艦「日進」艦長
  - 12月1日 - 戦艦「長門」艦長
- 1927年（昭和2年）12月1日 - 任 海軍少将・横須賀鎮守府参謀長
- 1929年（昭和4年）
  - 9月1日 - 第三水雷戦隊司令官
  - 11月30日- 第二潜水戦隊司令官
- 1930年（昭和5年）12月1日 - 海軍省艦政本部第五部長
- 1931年（昭和6年）12月1日 - 呉海軍工廠長
- 1932年（昭和7年）10月10日 - 海軍省軍令部出仕
- 1933年（昭和8年）
  - 10月22日 - ジュネーヴ軍縮会議随員
  - 12月1日- 任 海軍中将
- 1933年（昭和8年）4月25日 - ジュネーヴ軍縮会議全権
- 1934年（昭和9年）
  - 2月14日 - 海軍軍令部 兼海軍省出仕
  - 4月29日 - 勲一等瑞宝章拝受
  - 5月10日 - 海軍次官兼将官会議議員
- 1936年（昭和11年）12月1日 - 第三艦隊司令長官
- 1937年（昭和12年）10月20日 - 支那方面艦隊司令長官兼第三艦隊司令長官
- 1938年（昭和13年）
  - 4月25日 - 横須賀鎮守府司令長官
  - 8月13日 - 勲一等旭日大綬章拝受
- 1939年（昭和14年）4月1日 - 任 海軍大将
- 1940年（昭和15年）
  - 5月1日 - 軍事参議官
  - 11月27日 - 任 台湾総督
  - 12月16日 - 着任
- 1944年（昭和19年）12月30日 - 軍事参議官
- 1945年（昭和20年）兼 海軍戦力査察使
  - 6月1日 - 兼 高等技術会議議長
  - 11月30日 - 海軍省廃官により予備役編入
- 1946年（昭和21年）11月21日 - 戦争犯罪人容疑により身柄収監
- 1947年（昭和22年）
  - 1月14日 - 身柄釈放
  - 11月28日 - 公職追放の仮指定を受ける[6]。
- 1951年（昭和26年）1月24日 - 新海軍再建委員会顧問
- 1952年（昭和27年）11月1日 - 水交会顧問
- 1970年（昭和45年）9月2日 - 死去、87歳

墓所は鎌倉市鎌倉霊園に在る。

## 栄典
位階
- 1904年（明治37年）10月10日 - 正八位[7]
- 1927年（昭和2年）12月28日 - 正五位[8]
- 1932年（昭和7年）12月15日 - 従四位
- 1936年（昭和11年）12月15日 - 正四位
- 1939年（昭和14年）4月15日 - 従三位

勲章等
| 受章年                    | 略綬 | 勲章名             | 備考 |
| ------------------------- | ---- | ------------------ | ---- |
| 1928年（昭和3年）11月16日 |      | 大礼記念章（昭和） |      |
| 1938年（昭和13年）8月13日 |      | 旭日大綬章         |      |
| 1942年（昭和17年）4月4日  |      | 功一級金鵄勲章     |      |

外国勲章佩用允許
| 受章年                     | 国籍         | 略綬 | 勲章名             | 備考 |
| -------------------------- | ------------ | ---- | ------------------ | ---- |
| 1921年（大正10年）9月7日   | イギリス帝国 |      | 殊功勲章           |      |
| 1937年（昭和12年）11月22日 | ドイツ国     |      | ドイツ鷲大十字勲章 |      |
| 1944年（昭和19年）7月20日  | 中華民国     |      | 特級同光勲章       |      |

## 家族[15]
- 妻　 長谷川須磨子
- 長男 長谷川肇 (三井物産)
- 次女 長谷川康子

## GHQ歴史課陳述録
- 終戦時に於ける海軍戦力査閲上奏に就いて 1950年(昭和25年)3月24日
- 終戦時の戦力査閲上奏 1950年(昭和25年)3月24日